# Desaparecido (Investigation Discovery)
Desaparecido es un programa de televisión documental estadounidense en Investigation Discovery que debutó el 10 de diciembre de 2009. El programa contiene reconstrucciones y entrevistas con agentes del orden, investigadores y familiares relacionados con casos de personas desaparecidas. Cada episodio se centra en un solo caso de una persona, o a veces de varias personas que desaparecieron juntas. 
La serie inicial del programa se componía de seis temporadas que se emitieron originalmente entre diciembre de 2009 y abril de 2013. Tras un paréntesis de tres años, el 11 de abril de 2016, el programa se reanudó en la red Investigation Discovery, estrenando su séptima temporada.

## Formato
Desaparecido sigue un formato documental. Presenta recreaciones y entrevistas con familiares, amigos y agentes de la ley relacionados con el o los desaparecidos, para explorar sus vidas recientes y sus últimas acciones antes de desaparecer. Para cuando los episodios salen al aire, algunos casos se han resuelto, con diversos resultados, pero la mayoría de las veces los casos cubiertos no se han expresuelto el momento en que el episodio llega a la emisión. 

## Historial de transmisiones
La serie se estrenó el 10 de diciembre de 2009, con el caso de Brandi Ellen Wells. Después de la sexta temporada de la serie, que terminó en 2013, la serie tuvo un paréntesis de tres años. El 11 de abril de 2016, la serie regresó a Investigation Discovery para una séptima temporada. El programa fue renovado por una octava temporada, que se estrenó el 26 de marzo de 2017. La novena temporada se estrenó el 16 de marzo de 2018. 

## Episodios
| Temporada | Temporada  | Episodios | Estreno de la temporada | Final de la temporada   |
| --------- | ---------- | --------- | ----------------------- | ----------------------- |
|           | 1          | 13        | 10 de diciembre de 2009 | 5 de abril de 2010      |
|           | 2          | 13        | 4 de octubre de 2010    | 27 de diciembre de 2010 |
|           | 3          | 13        | 3 de enero de 2011      | 28 de marzo de 2011     |
|           | 4          | 14        | 4 de abril de 2011      | 2 de enero de 2012      |
|           | 5          | 17        | 9 de enero de 2012      | 30 de abril de 2012     |
|           | 6          | 15        | 19 de noviembre de 2012 | 4 de abril de 2013      |
|           | Especiales | 4         | 26 de mayo de 2014      | 12 de abril de 2015     |
|           | 7          | 10        | 11 de abril de 2016     | 6 de junio de 2016      |
|           | 8          | 13        | 26 de marzo de 2017     | 26 de junio de 2017     |
|           | 9          | 13        | 16 de marzo de 2018     | 24 de junio de 2018     |